# 태정관
태정관(일본어: 太政官 다이조칸[*])은 일본 율령제에서 사법·행정·입법을 관장하는 최고국가기관이다. 장관은 태정대신이나, 상설직이 아니었던 탓에 통상적으로는 좌대신과 우대신이 장관으로서의 역할을 맡았다. 당명(唐名, 중국 풍의 별칭)은 상서성(尚書省 쇼쇼쇼[*]), 도성(都省 도쇼[*]).
중국에서 율령제를 도입한 고대 일본은 제례를 행하는 신기관(神祇官)과 정치를 관장하는 태정관을 명확히 나누고, 태정관 휘하에 좌변관과 우변관을 두고 그 휘하에 각각 4성을 두어 총 8성(省)을 둠으로써 행정을 담당하는 체제를 만들었다(2관 8성제). 헤이안 시대에 들어서 섭정과 관백이 일본 천황을 대리하여 전권을 행사하였기 때문에, 상대적으로 태정관의 지위가 약화되었으나 국정 최고기관으로서의 기능은 유지하였다. 가마쿠라 시대까지는 정무기관으로서 기능하였으나, 무로마치 시대에 들어서 점차 무력화되기 시작하여 단순히 격식을 나타내는 관명에 불과하게 되었다. 
메이지 유신으로 율령제가 폐지될때까지 존속하였다. 상세한 내용은 근대 일본의 관제를 참고하라.

## 태정관의 기구
태정관은 당나라의 문하성(門下省, 심의기구)과 상서성(尙書省, 행정기구)을 통합한 성격을 가지고 있어, 문하성의 역할을 소납언국이, 상서성의 역할은 좌·우변관국이 병립하였다. 그러나, 실제로는 의정관이 심의기관의 역할을 하게 되어 소납언국의 권한은 유명무실해진 반면, 행정사무 담당의 변관국의 힘이 강해져 소납언국 소속의 외기(外記)에 대해서도 영향을 행사하게 되었으며, 지방관도 변관국의 관리하에 들어갔다.
- 정책 결정기관 - 의정관(議政官)
- 사무부분
소납언국(少納言局) - 심의.
좌변관국(左弁官局) - 행정, 중무(中務)·식부(式部)·치부(治部)·민부(民部)의 4성(省) 관할.
우변관국(右弁官局) - 행정, 병부(兵部)·형부(刑部)·대장(大蔵)·궁내(宮内)의 4성 관할.
- 임시감찰 - 순찰사(巡察使)

## 태정관의 관직
태정관도 율령제 하의 다른 관제와 마찬가지로, 장관(長官, 장관급), 차관(次官, 차관급), 판관(判官), 주전(主典)의 사등관(四等官)이 존재하였다.
- 장관(長官 카미[*])
  - 태정대신(太政大臣 다이조다이진[*]) - 태정관의 수장. 비상설직.
  - 좌대신(左大臣 사다이진[*]) - 사실상의 행정 최고 책임자.
  - 우대신(右大臣 우다이진[*]) - 좌대신을 보좌.
  - 내대신(内大臣 나이다이진[*]) - 다이호 율령 이전의 나이진(内臣)의 후신. 헤이안 시대부터 영외관으로 상설직화.
- 차관(次官 스케[*], 차관급)
  - 대납언(大納言 다이나곤[*])
  - 중납언(中納言 주나곤[*]) - 영외관.
  - 참의(参議 산기[*]) - 영외관
- 판관(判官 조[*])
  - 소납언(少納言 쇼우나곤[*]) - 소납언국 관장.
  - 좌대변(左大弁), 좌중변(左中弁), 좌소변(左少弁) - 좌변관국 관장.
  - 우대변(右大弁), 우중변(右中弁), 우소변(右少弁) - 우변관국 관장.
- 주전(主典 사칸[*])
  - 대외기(大外記), 소외기(少外記) - 소납언국에 속한 서기.
  - 대사(大史), 소사(少史) - 변관국에 속한 사무직.
- 순찰사(巡察使) - 율령국을 감찰하는 임시직.

## 같이 보기
- 엔기시키
- 일본 궁내청
- 공가
- 공경
- 섭관
- 다이호 율령
- 관위십이계
- 요로 율령